# Estadio Universitario (Mexico)
Het Estadio Universitario is een multifunctioneel stadion in San Nicolás de los Garza, vlak bij de Noord-Mexicaanse industriestad Monterrey in de staat Nuevo León.
Het bouwwerk, bijgenaamd El Volcán ("De Vulkaan"), doet vooral dienst als voetbalstadion en is de thuisbasis van de Mexicaanse voetbalclub Tigres UANL, dat uitkomt in de hoogste afdeling van het Mexicaanse voetbal. Het complex werd geopend op 30 mei 1967 en heeft een capaciteit van 43.257 toeschouwers.
De kosten van het stadion bedroegen $23 miljoen pesos. Bij de opening in 1967 bedroeg de capaciteit 56.000, later werd dit teruggebracht naar 52.000. In het stadion werden vier wedstrijden gespeeld tijdens het WK voetbal 1986, waaronder Marokko - Polen (0-0) en Engeland - Polen (3-0). Ook bekende artiesten en bands traden op in dit stadion, zoals Queen, Rod Stewart, The Rolling Stones, Iron Maiden, Coldplay, Shakira, Aerosmith, Metallica en Kiss.

## WK interlands
| № | Datum        | Wedstrijd                | Uitslag | Competitie | Toeschouwers |
| - | ------------ | ------------------------ | ------- | ---------- | ------------ |
| 1 | 2 juni 1986  | Marokko – Polen          | 0 – 0   | WK 1986    | 19.900       |
| 2 | 7 juni 1986  | Polen – Portugal         | 1 – 0   | WK 1986    | 19.915       |
| 3 | 11 juni 1986 | Engeland – Polen         | 3 – 0   | WK 1986    | 22.700       |
| 4 | 17 juni 1986 | Marokko – West-Duitsland | 0 – 1   | WK 1986    | 19.800       |

Estadio Azteca (Mexico-Stad) · Estadio Olímpico Universitario (Mexico-Stad) · Estadio Universitario (San Nicolás de los Garza) · Estadio Tecnológico (Monterrey) · Estadio Jalisco (Guadalajara) · Estadio Tres de Marzo (Guadalajara) · Estadio Cuauhtémoc (Puebla) · Estadio Nemesio Díez (Toluca) · Estadio Nou Camp (León) · Estadio Sergio León Chávez (Irapuato) · Estadio La Corregidora (Querétaro) · Estadio Neza 86 (Nezahualcóyotl)